# Anabasis cretacea
Anabasis cretacea är en amarantväxtart som beskrevs av Pall.. Anabasis cretacea ingår i släktet Anabasis och familjen amarantväxter. Inga underarter finns listade i Catalogue of Life.